# Johnny Simmons
 Johnny James Simmons   (n. 28 noiembrie 1986, Montgomery, Alabama, SUA) este un actor american. Este cel mai cunoscut pentru  rolul lui Dylan Baxter din Evan Almighty (2007), Chip Dove din Jennifer's Body (2009), "Young Neil" Nordegraf din Scott Pilgrim vs. the World (2010), Brad Hayes din The Perks of Being a Wallflower (2012), Shane din Girlboss sau Peter Newmans din The Late Bloomer. 

## Filmografie

### Film
| An   | Titlu                           | Rol                    | Note       |
| ---- | ------------------------------- | ---------------------- | ---------- |
| 2004 | Then Hereafter                  | Young Eric             | Short film |
| 2006 | My Ambition                     | Jules Walters          | Short film |
| 2007 | Evan Almighty                   | Dylan Baxter           |            |
| 2007 | Boogeyman 2                     | Paul                   |            |
| 2008 | Trucker                         | Teenager #1            |            |
| 2008 | The Spirit                      | Young Denny Colt       |            |
| 2009 | Hotel for Dogs                  | Dave                   |            |
| 2009 | The Greatest                    | Ryan Brewer            |            |
| 2009 | Jennifer's Body                 | Chip Dove              |            |
| 2010 | Scott Pilgrim vs. the World     | "Young Neil" Nordegraf |            |
| 2010 | The Conspirator                 | John Surratt           |            |
| 2012 | 21 Jump Street                  | Billiam Willingham     |            |
| 2012 | A Bag of Hammers                | Kelsey Patterson at 18 |            |
| 2012 | The Perks of Being a Wallflower | Brad Hayes             |            |
| 2013 | The To Do List                  | Cameron Mitchell       |            |
| 2015 | The Stanford Prison Experiment  | Jeff Jansen / 1037     |            |
| 2015 | Frank and Cindy                 | GJ Echternkamp         |            |
| 2016 | Transpecos                      | Benjamin Davis         |            |
| 2016 | Dreamland                       | Monty Fagan            |            |
| 2016 | The Phenom                      | Hopper Gibson          |            |
| 2016 | The Late Bloomer                | Dr. Peter Newmans      |            |

### Televiziune
| An   | Titlu         | Rol           | Note                      |
| ---- | ------------- | ------------- | ------------------------- |
| 2006 | Numb3rs       | Matt McCrary  | Episode: "Killer Chat"    |
| 2011 | Cinema Verite | Kevin Loud    | Television film           |
| 2012 | Elementary    | Adam Kemper   | Episode: "Child Predator" |
| 2013 | Blink         | Dodge Trask   | Television film           |
| 2014 | Klondike      | Jack London   | Miniseries; 6 episodes    |
| 2015 | The Good Wife | Erik Barsetto | Episode: "Innocents"      |
| 2017 | Girlboss      | Shane         | Main role                 |